# Lista de livros e personagens de Beatrix Potter
Lista de personagens criados pela escritora inglesa de livros infantis Beatrix Potter (1866-1943):

## The Tale of Peter Rabbit(1902)
- Pedro (Peter Rabbit) - um coelho

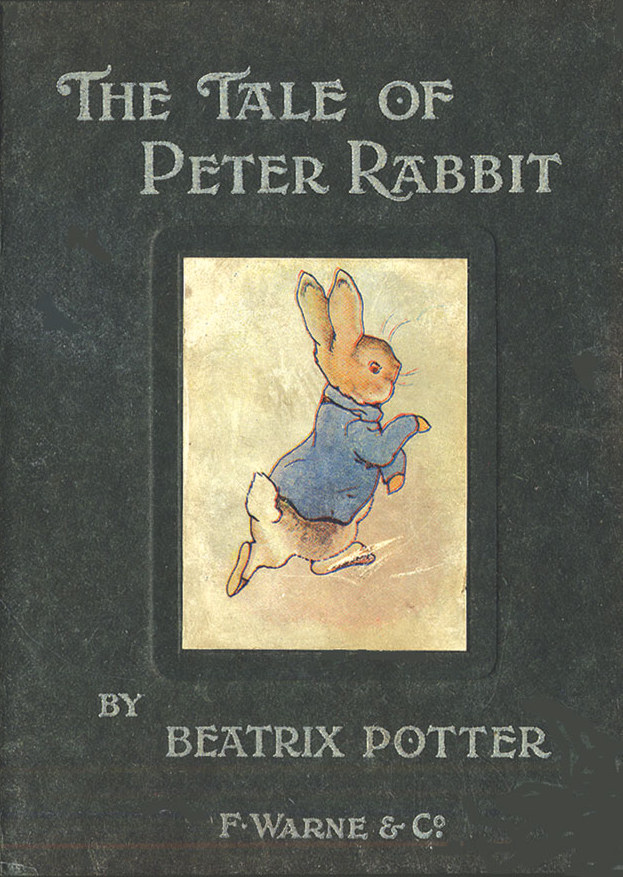

- Sra. Coelho (Mrs. Rabbit) - mãe de Pedro
- Flopsy, Mopsy e Cotton-tail - irmãs de Pedro
- Sr. McGregor (Mr. McGregor) - dono do jardim

## The Tale of Squirrel Nutkin(1903)
- Squirrel Nutkin - um esquilo

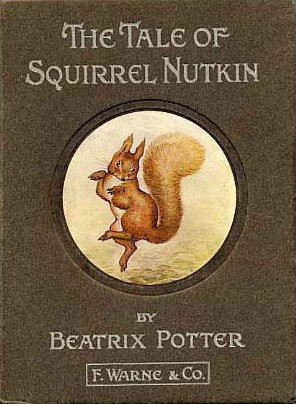

- Twinkleberry - irmão do Squirrel Nutkin
- Mr. Old Brown - coruja de Owl Island

## The Tailor of Gloucester(1903)
- Alfaite
- Presidente da Câmara
- Simpkin - o gato alfaiate
- Lady Mouse - um rato fémea
- Gentleman Mouse
- Grateful Mice - vários ratos

## The Tale of Benjamin Bunny(1904)
- Benjamin - um coelho primo de Pedro
- Pedro
- Sra. Rabbit, Sra. Flopsy, Sra. Mopsy e Sra. Cotton-tail - tia e primas de Benjamin
- Gato
- Sr. McGregor - dono do jardim

## The Tale of Two Bad Mice(1904)
- Lucinda - uma boneca
- Jane - uma boneca
- Tom Thumb - o rato
- Hunca Munca - esposa de Tom

## Outras
- Samuel Whiskers - um rato
- Mr. Tod - uma raposa
- Miss Moppet - uma gata
- Pigling Bland - um porco
- Johnny Town-Mouse - um rato
- Timmy Tiptoes - um esquilo
- Mrs. Tittlemouse - um rato*Benjamin (Benjamin Bunny) - um coelho
- Jemima Puddle-Duck - uma pata
- Mrs. Tittlemouse - um rato
- Mrs Tiggy-Winkle - um porco-espinho fémea
- Tom Kitten - um gato
- Mr. Jeremy Fisher - um sapo
- Hunca Munca - um rato